# Esmeriz
Esmeriz ist ein Ort und eine ehemalige Gemeinde (Freguesia) im Norden Portugals.

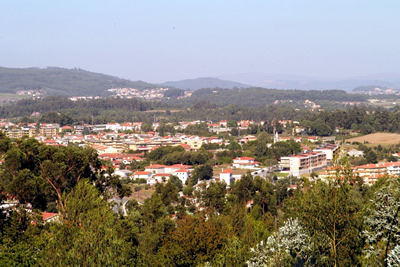
Ansicht von Esmeriz

Esmeriz gehört zum Kreis Vila Nova de Famalicão im Distrikt Braga. Die Gemeinde hatte eine Fläche von 3,9 km² und 2218 Einwohner (Stand 30. Juni 2011).
Am 29. September 2013 wurden die Gemeinden Esmeriz und Cabeçudos zur neuen Gemeinde União das Freguesias de Esmeriz e Cabeçudos zusammengeschlossen. Esmeriz ist Sitz dieser neu gebildeten Gemeinde.